# Наротово (Псковская область)
Наротово — деревня на севере Бежаницкого района Псковской области. Входит в состав сельского поселения муниципальное образование «Добрывичская волость».
Расположена на левом берегу реки Уда, в 34 км к северу от райцентра Бежаницы и в 2 км к юго-западу от волостного центра Добрывичи.
Численность населения деревни по состоянию на 2000 год составляла 10 человек.